# 1811 en littérature
| Années de la littérature : 1808 - 1809 - 1810 - 1811 - 1812 - 1813 - 1814    |
| Décennies de la littérature : 1780 - 1790 - 1800 - 1810 - 1820 - 1830 - 1840 |

Cet article présente les faits marquants de l'année 1811 en littérature.

## Événements
- 23 août : madame Récamier quitte Paris pour Coppet près de Genève, contrainte de quitter la France à cause de ses sympathies royalistes[1].

- 4 octobre : Chateaubriand commence les Mémoires d’outre-tombe (fin en 1841)[2].

## Parutions
- François-René de Chateaubriand, Itinéraire de Paris à Jérusalem : et de Jérusalem à Paris, en allant par la Grèce et revenant par l’Égypte, la Barbarie et l'Espagne., vol. 1, Paris, Le Normant, 1811 (présentation en ligne), récit de voyage.
- Pierre-Louis Ginguené, Histoire littéraire d'Italie, vol. 1, 1811, Michaud frères (présentation en ligne).

- La Nécessité de l’athéisme, de Percy Bysshe Shelley et Thomas Jefferson Hogg, qui leur vaut le renvoi de l’université d'Oxford.

- Poésies des maîtres chanteurs, des frères Grimm.
- Le Chevalier Harold, poème de Lord Byron, qui symbolise le « Mal du siècle ».
- Jane Austen, Raison et sentiments, roman.
- Percy Bysshe Shelley, St. Irvyne (en) : or, The Rosicrucian, London, J. J. Stockdale, 1811 (présentation en ligne), roman gothique, anonyme.

## Naissances
- 18 juillet : William Makepeace Thackeray, romancier anglais († 24 décembre 1863). Théophile Gautier (1811-1872)